# Полет 706 на „Еър Виетнам“
Полет 706 на „Еър Виетнам“ е вътрешен пътнически полет от летище „Дананг“, Дананг, до международното летище „Сайгон-Тан Сон Нят“, Сайгон, Южен Виетнам, управляван от „Еър Виетнам“. На 15 септември 1974 г. след излитане от Дананг самолетът „Боинг 727-121C“, който изпълнява полета, е отвлечен от трима терористи, които са въоръжени с ръчни гранати. Те поискват да бъдат откарани със самолет до Ханой в Северен Виетнам, но пилотът им казва, че трябва да кацне за зареждане на гориво във въздушната база „Фан Ранг“, Фан Ранг.
Малко след това, похитителите детонират две ръчни гранати в самолета, пилотът съобщава за ситуацията на борда по радиото и прави опит за аварийно кацане на въздушната база „Фан Ранг“, при който машината става неуправляема и пада от височина от 300 м. Загиват всички 75 души на борда.